# Zbruczanśke
Zbruczanśke (ukr. Збручанське) – wieś na Ukrainie, w obwodzie tarnopolskim, w rejonie czortkowskim, w hromadzie Mielnica Podolska, nad Zbruczem, naprzeciwko Czarnokozynciów.
Miejscowość nosiła dawniej nazwę Nowosiółka (ukr. Новосілка, Nowosiłka).

## Opis
Ma sześć części: Wyhin (Вигін, oznacza pastwisko), Młynówka (Млинівка), Szkirnena (Skurnia), Pod Ogrodami (Під Садами), Nowosiółka, Wyła (Widły, ukr. Вила). Siedziba rady wiejskiej (ukr. сільська рада). Szkoła, biblioteka. Mieszkańców obecnie 433. Siedziba parafii. 

## Historia
Jedna z pierwszych wzmianek o wsi pochodzi z 1448 roku. Przed I wojną światową wieś nazywała się Nowosiółka Czarnokoziniecka. W II Rzeczypospolitej leżała w województwie tarnopolskim, w powiecie borszczowskim. Ze względu na to, że tereny stanowiły własność biskupów kamienieckich, Nowosiółka zwana była także Biskupią.
W okresie międzywojennym w miejscowości stacjonowała strażnica KOP „Nowosiółka”.
Według danych GUS z 1921 roku, były dwie wsie Nowosiółka i Młynówka, liczące razem 1016 osób. W roczniku GUS z 1931 r. opisano jedną wieś Nowosiółka Biskupia lub Nowosiółka nad Zbruczem liczącą 1126 mieszkańców.
W 1939 r. NKWD aresztowało tutejszych 3 Polaków, którzy zaginęli bez wieści. W październiku 1941 r. Niemcy aresztowali i rozstrzelali ks. Jana Bojarczaka na podstawie ukraińskiego donosu, który oskarżał duchownego o pomaganie jeńców sowieckim. W 1942 r. Ukraińska Policja Pomocnicza, wywiozła z wioski do getta 30 Żydów, gdzie wszyscy zginęli. W latach 1944–1945 nacjonaliści ukraińscy z OUN-UPA zamordowali tutaj 43 Polaków, w tym ks. Józefa Turkiewicza.

## Zabytki i atrakcje turystyczne
- cerkiew pw. św. Mikołaja z XIV w. znana na całej Ukrainie
- kościół pw. św. Jana Nepumucena z 1867 r.
- siedem jaskiń.

## Zdjęcia

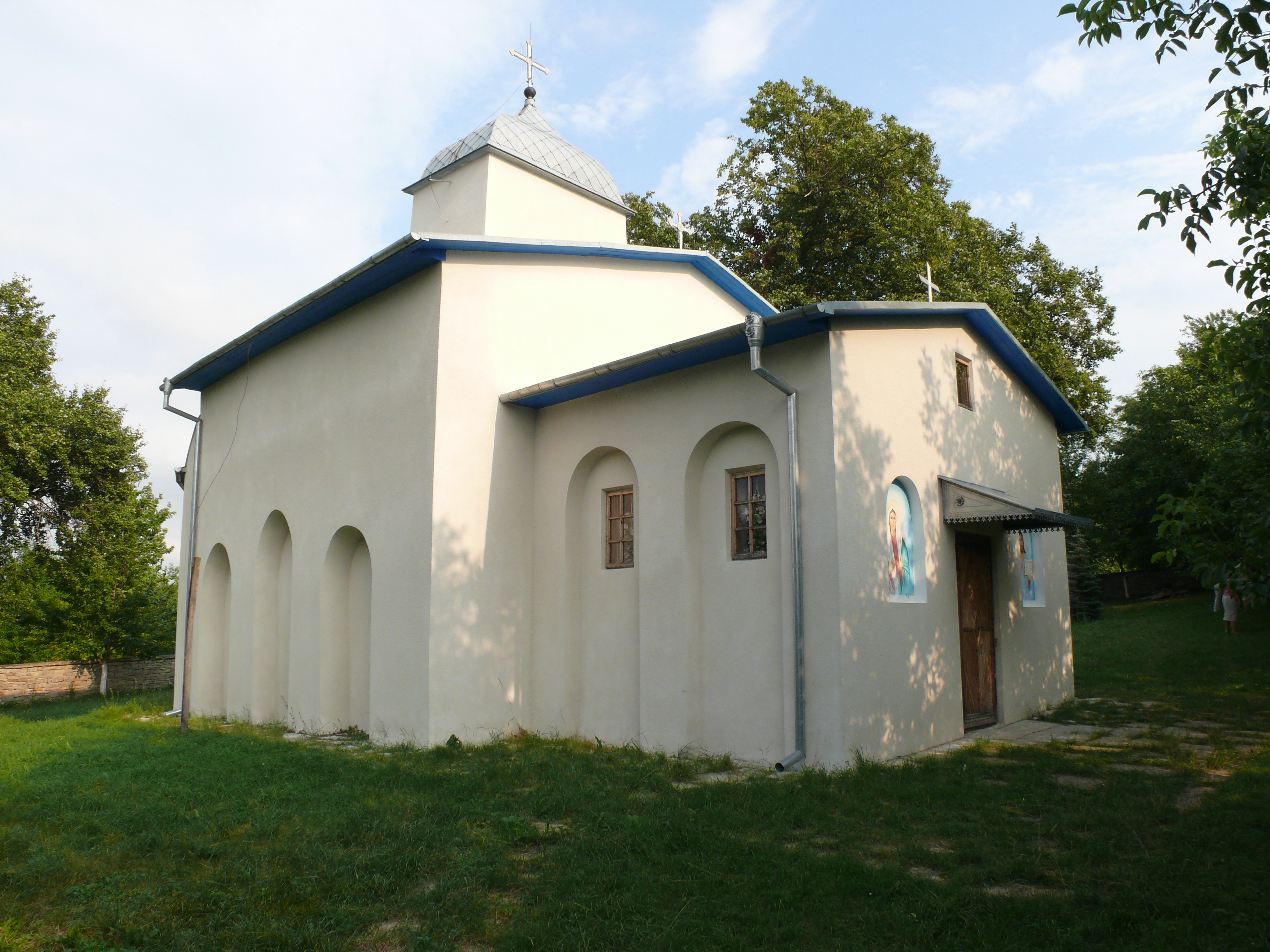
Cerkiew pw. św. Mikołaja
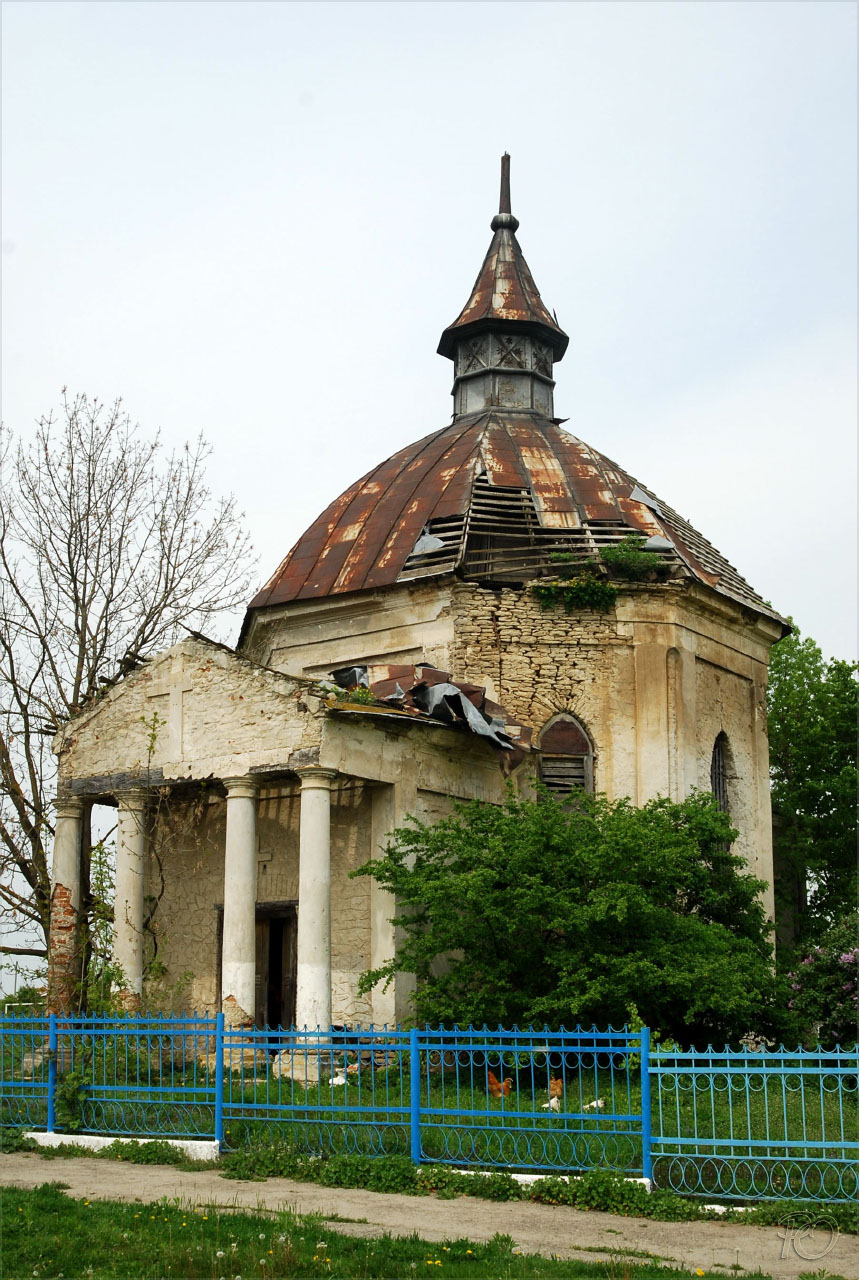
Kościół pw. św. Jana Nepumucena
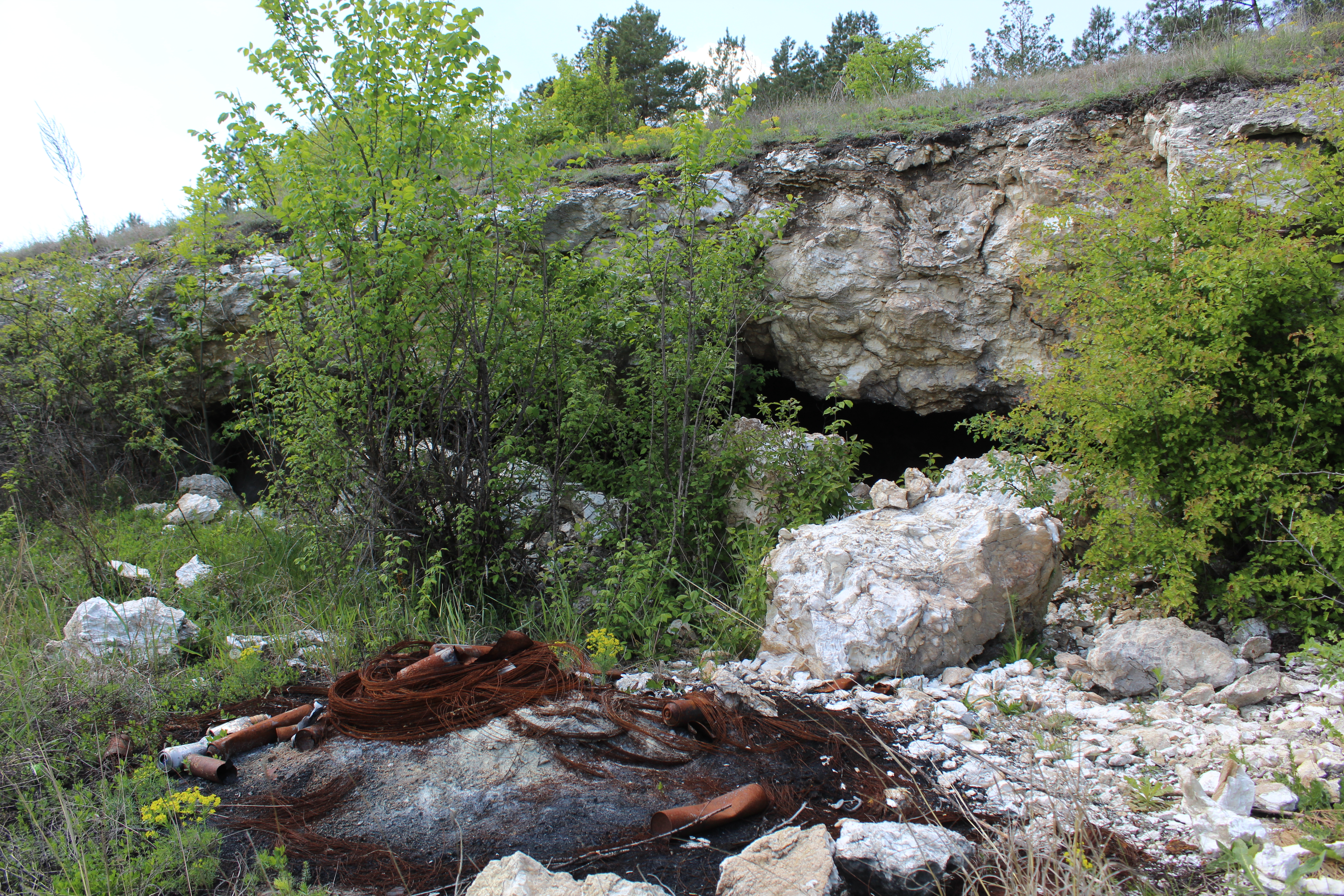
Jaskinia krasowa